# 沖ツ海福雄
沖ツ海 福雄（おきつうみ ふくお、1910年5月28日 - 1933年9月30日）は、福岡県宗像郡（現：福岡県宗像市）出身で若藤部屋に所属した大相撲力士。本名は北城戸 福松（きたじょうと ふくまつ）。最高位は東関脇。

## 来歴
1910年5月28日に福岡県宗像郡（現：福岡県宗像市）で生まれる。千田川部屋（大坂相撲）に入門するが龍神事件で師匠が廃業したため、1924年5月場所から東京市内の若藤部屋に移籍した。当初は上ヶ汐の四股名だったが、1926年5月場所より沖ツ海と改名した。1931年1月場所で新入幕を果たすと、この年は1月と5月の東京場所で5勝6敗と負け越したが、3月場所は8勝3敗、10月場所は7勝4敗と勝ち越して番付を上げた。1932年1月6日に勃発した春秋園事件によって前頭筆頭から小結に格上げされ、2月場所は2勝6敗と大きく負け越したが、3月場所は9勝1敗で幕内最高優勝、関脇に昇進した。21歳10ヶ月での幕内優勝は、同時代の武蔵山の21歳5ヶ月（1931年5月場所）に次ぐ史上2位の年少記録だった。
その後も好成績が続き、1932年10月場所には9勝2敗の好成績を上げるが、この場所は清水川元吉が同成績ながら番付上位で優勝。同じ9勝2敗としては高登渉・瓊ノ浦がいた。
性格は温厚だが闘志溢れる取口で、左からの下手投げは峻烈を極めた。1931年10月場所には、前場所優勝でこの場所に大関取りを賭けていた武藏山武の右肘を破壊し、1933年1月場所千秋楽では結びに組まれた玉錦三右エ門との割で、玉錦の鼻血が止まらず痛み分けとなって弓取式が中止されている。1933年1月場所に全勝の男女ノ川登三との割が組まれた日には、付き人に「今日は（遺体を運ぶための）戸板を持って迎えに来るように」と命じたといい、勝負は男女ノ川の勝ちだったが、春秋園事件で残留した力士としての意地を示しての言と思われる。

### 突然の死
大関を目前にした1933年9月30日、巡業先の山口県萩市で師匠・若藤の娘と婚約すると同時に部屋を継承することが決定した。この後に祝杯を上げるためにフグを自分で調理したが、親友の幡瀬川邦七郎から「お前、フグの毒にあたるぞ」と忠告された。しかし沖ツ海は聞き入れず、調理したフグを越ノ海東治郎と食べた直後に突然苦しみだし、その場で死亡した。23歳没。婚約と部屋継承という2つの幸福を手にした直後に無念の死を迎える皮肉な結果となった。
師匠にとっては春秋園事件で多数の名力士を失った後にさらに打撃を与える出来事となり、失意のまま2年後に死去。また越ノ海は沖ツ海が娶る筈だった師匠の娘と結婚することになり、奇しくも沖ツ海死後の部屋を支えることとなった。

## 主な成績
- 通算成績：161勝78敗3分 勝率.674
- 幕内成績：64勝39敗3分 勝率.621
- 現役在位：34場所
- 幕内在位：10場所
- 三役在位：6場所（関脇4場所、小結2場所）
- 各段優勝
  - 幕内最高優勝：1回（1932年3月場所）
  - 十両優勝：2回（1930年3月場所、1930年10月場所）
  - 序二段優勝：1回（1927年5月場所）

## 場所別成績
| 1924年 （大正13年） | x                  | x                    | （前相撲）              | x                   |
| 1925年 （大正14年） | （前相撲）         | x                    | 西序ノ口11枚目 4–2      | x                   |
| 1926年 （大正15年） | 東序二段28枚目 2–4 | x                    | 西序二段48枚目 4–2      | x                   |
| 1927年 （昭和2年） | 東序二段16枚目 2–4 | 東序二段16枚目 3–4   | 西序二段32枚目 優勝 6–0 | 東序二段12枚目 5–1  |
| 1928年 （昭和3年） | 東三段目27枚目 4–2 | 東三段目16枚目 6–0   | 東三段目7枚目 4–2       | 東三段目7枚目 3–3   |
| 1929年 （昭和4年） | 東幕下23枚目 6–0   | 東幕下23枚目 5–1     | 東幕下2枚目 5–1         | 東幕下2枚目 6–1     |
| 1930年 （昭和5年） | 東十両5枚目 7–4    | 東十両5枚目 優勝 9–2 | 東十両筆頭 7–4          | 東十両筆頭 優勝 9–2 |
| 1931年 （昭和6年） | 東前頭9枚目 5–6    | 東前頭9枚目 8–3      | 西前頭2枚目 5–6         | 西前頭2枚目 7–4     |
| 1932年 （昭和7年） | 西小結 2–6         | 西小結 9–1           | 東関脇 6–4 （1分）      | 東関脇 9–2          |
| 1933年 （昭和8年） | 東関脇 6–4 （1分） | x                    | 東関脇 7–3 （1分）      | x                   |
| 各欄の数字は、「勝ち-負け-休場」を示す。 優勝 引退 休場 十両 幕下 三賞：敢=敢闘賞、殊=殊勲賞、技=技能賞 その他：★=金星 番付階級：幕内 - 十両 - 幕下 - 三段目 - 序二段 - 序ノ口 幕内序列：横綱 - 大関 - 関脇 - 小結 - 前頭（「#数字」は各位内の序列） |                    |                      |                         |                     |

- 1932年1月番付では東前頭筆頭
- 1933年9月30日に現役のまま死去

## 注
1. ↑  1960年11月場所で大鵬が20歳5ヶ月で武蔵山の記録を更新。2015年現在の記録は貴花田の19歳5ヶ月（1992年1月場所）。